# 保羅·拉比諾維茨
保羅·H·拉比諾維茨（英語：Paul H. Rabinowitz，1939年—）是威斯康辛大學麥迪遜分校的愛德華·伯爾·范·布萊克數學教授和維拉斯研究教授。他於1966年在紐約大學獲得博士學位，師從于爾根·莫澤。1966年至1969年，他在史丹佛大學擔任助理教授。他曾訪問世界各地的許多數學機構（其中包括奧胡斯、比薩、巴黎的大學和蘇黎世聯邦理工學院）。1978年，拉比諾維茨成為約翰·西蒙·古根海姆紀念基金會的研究員。
他的研究領域是偏微分方程和非線性分析。他最著名的是全局分岔定理和山口定理，後者是與安東尼奧·安布羅塞蒂共同完成的。然而，拉比諾維茨的連結定理和鞍點定理、有關哈密爾頓系統週期解存在性的結果、在帕萊斯-斯梅爾類型的緊密性條件缺失下，強不定函數臨界點理論中的變分方法，以及其他成就，都在數學史上佔有一席之地。
他榮獲無數榮譽和獎項，包括1998年的喬治·戴維·伯克霍夫獎。1998年，他獲選為美國國家科學院院士。2012年，他獲選為美國數學學會會士。2014年，拉比諾維茨獲頒尤利烏什·蕭德獎章（Juliusz Schauder Medal），該獎項由位於波蘭托倫哥白尼大學尤利烏什·蕭德非線性研究中心設立，以表彰他在非線性分析拓樸方法領域的重要貢獻。

## 外部連結
- Paul Rabinowitz at the Mathematics Genealogy Project
- Announcement of Election to National Academy
- Juliusz P. Schauder Center for Nonlinear Studies